# Dagmar Katerbau
Dagmar Katerbau – verheiratet Dagmar Berg –  (* 17. November 1938 in Berlin) ist eine deutsche Tischtennisspielerin und Volleyball-Trainerin. Sie nahm an der Tischtennis-Weltmeisterschaft 1959 teil.

## Tischtennis
Katerbau spielte Ende der 1950er Jahre im Verein TSG Heidelberg, Anfang der 1960er Jahre beim  Post SV Köln und später Weiß-Rot-Weiß Kleve. Von hier wechselte sie 1964 zu Hellas Göttingen. Von 1961 bis 1962 arbeitete sie zusammen mit Béla Simon beim Westdeutschen Tischtennisverband als Verbandstrainerin.
1959 wurde Katerbau für die Individualwettbewerbe der Weltmeisterschaft in Dortmund nominiert. Hier unterlag sie im Einzel in der ersten Runde gegen Eva Kroupova (CSSR). Das Doppel mit Margot Heidel kam durch Freilos in die zweite Runde, wo es gegen Kathleen Best/Pamela Mortimer (England) ausschied.

## Volleyball
Mitte der 1960er Jahre verlegte Dagmar Berg-Katerbau ihren Schwerpunkt auf Volleyball. Von 1968 bis 1990 war sie Trainings-Leiterin des 1. VC Schwerte 1968, mit dessen Frauenmannschaft sie 1978 und 1979 die Deutsche Meisterschaft gewann.

## Politik
In den 1990er Jahren wurde Dagmar Berg-Katerbau in der lokalen Politik aktiv. 1999 wurde sie für die SPD Mitglied des Rates der Stadt Schwerte, von 2004 bis 2008x war sie stellvertretende Bürgermeisterin von Schwerte.

## Privat
Katerbau studierte Medizin und Sport in Göttingen, Heidelberg und an der Sporthochschule Köln und arbeitete danach bis zu ihrer Pensionierung im Jahr 2000 als Diplom-Sportlehrerin an Gymnasien in Schwerte. 1964 heiratete sie Alfred Berg, den langjährigen Vorsitzenden des Westdeutschen Tischtennisverbandes.

## Turnierergebnisse
| Verband | Veranstaltung     | Jahr | Ort      | Land | Einzel     | Doppel    | Mixed        | Team |
| ------- | ----------------- | ---- | -------- | ---- | ---------- | --------- | ------------ | ---- |
| FRG     | Weltmeisterschaft | 1959 | Dortmund | FRG  | letzte 128 | letzte 32 | keine Teiln. |      |